# Grazie, Jeeves
Grazie, Jeeves (titolo originale: Thank You, Jeeves) è un romanzo umoristico del 1934 dello scrittore inglese P. G. Wodehouse. Scritto nel 1932, è il primo romanzo avente per protagonisti Bertie Wooster e il suo valletto Jeeves, sebbene quest'ultimo lasci il lavoro di Bertie per gran parte della storia. Il romanzo si svolge principalmente nei pressi di Chuffnell Hall, la casa dell'amico di Bertie, Lord "Chuffy" Chuffnell, che spera di vendere la casa al ricco J. Washburn Stoker ed è innamorato della figlia di Stoker, Pauline.

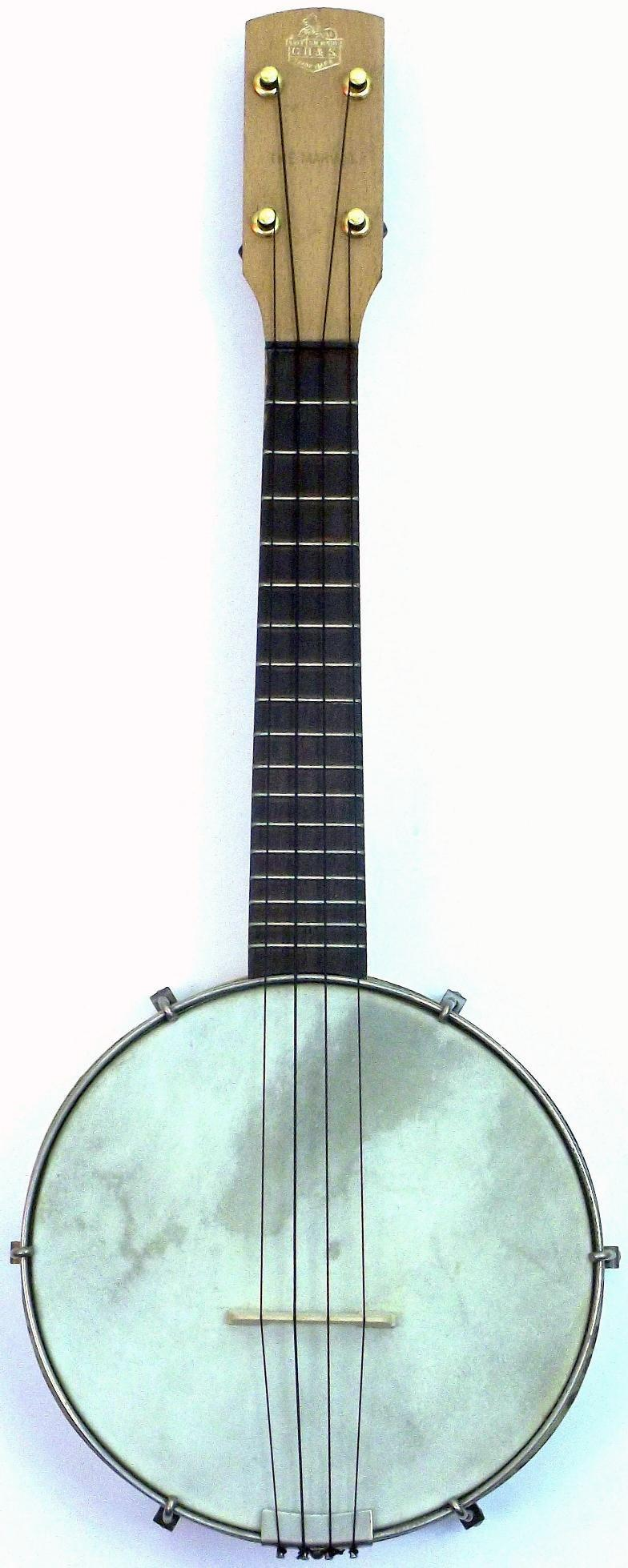
Banjolele

## Storia editoriale
Bertie Wooster e il suo valletto Jeeves erano già comparsi in numerosi racconti prima di Grazie, Jeeves, pubblicati di solito su riviste e raccolti successivamente in volumi. La stesura del romanzo fu portata a termine da Wodehouse nel maggio 1932. Nella "Prefazione" a Grazie, Jeeves, Wodehouse afferma che è suo «costume stendere circa 400 pagine di appunti prima di iniziare la stesura». In una lettera a Guy Bolton, Woodehouse confiderà tuttavia di aver scritto le ultime ventisei pagine di Thank You, Jeeves in un solo giorno.
Il volume fu pubblicato in due diverse edizioni: nel Regno Unito dalla Herbert G. Jenkins il 16 marzo 1934, e negli Stati Uniti dalla Little, Brown and Company il 23 aprile 1934. Prima di essere pubblicato in volume, apparve a puntate su riviste, sia nel Regno Unito (UK) che negli Stati Uniti (USA): era stato infatti pubblicato sulla rivista britannica Strand dall'agosto 1933 al febbraio 1934 con le illustrazioni di Gilbert Wilkinson, e sulla rivista americana Cosmopolitan Magazine dal gennaio 1934 al giugno 1934 con le illustrazioni di James Montgomery Flagg.

## Trama
Bertie Wooster, l'io narrante, è diventato un suonatore dilettante di banjolele, strumento che suona incessantemente nonostante le lamentele dei suoi vicini di casa e soprattutto di Jeeves il quale, esasperato, si dimette per mettersi al servizio di Lord Chuffnell ("Chuffy"), peraltro un vecchio amico di Bertie. Per dedicarsi in pace al suo strumento, Bertie prende in affitto proprio da Chuffy una casetta di campagna a Chuffnell Regis, una località costiera del Somersetshire di cui Chuffy è signore. La situazione economica di Chuffy è tuttavia precaria. Chuffy è proprietario di Chuffnell Hall, una residenza con 150 stanze e parco vastissimo; ma non è in grado di mantenere questa enorme proprietà e spera di venderla a J. Washburn Stoker, un miliardario americano, il quale a sua volta intende acquistarla per darla in affitto a Sir Roderick Glossop, un famoso psichiatra. A sua volta, Sir Roderick Glossop vorrebbe sposare Lady Myrtle Chuffnell, zia di Chuffy, vedova e madre del dodicenne Seabury.
Chuffy è innamorato di Pauline Stoker, figlia di J. Washburn Stoker ed ex fidanzata di Bertie; ma Chuffy non se la sente di dichiararsi alla ragazza fino a quando le proprie finanze non siano diventate più solide. Bertie cerca di aiutare l'amico con tentativi alquanto maldestri. Per esempio, per spronare Chuffy a fare la proposta di matrimonio a Pauline, Bertie bacia Pauline in pubblico, ma è visto dal padre di Pauline il quale pensa che i due siano nuovamente fidanzati e occorra proteggere la figlia da Bertie (Sir Roderick aveva convinto Stocker che Bertie era demente). Nascono numerosi equivoci che rendono sempre più ingarbugliati i rapporti fra i vari personaggi. Uno scherzo di Seabury a Sir Roderick provoca una violenta reazione di quest'ultimo e la rottura del fidanzamento con Lady Myrtle. Bertie ha assunto come valletto, in sostituzione di Jeeves, un certo Brinkley; ma costui è un violento stalinista: cerca di accoltellare il padrone e infine dà fuoco alla casa e nell'incendio viene distrutto anche il banjolele.  Per un equivoco, Sir Roderick viene arrestato; l'illustre psichiatra non potrà essere perito di parte a favore di J. Washburn Stoker in un procedimento penale nel quale il miliardario americano rischia di perdere il proprio patrimonio.
L'intervento finale di Jeeves mette in moto una serie di avvenimenti favorevoli: Bertie è indotto ad addossarsi le accuse addebitate a Sir Roderick e a permettere l'assoluzione dello psichiatra; la perizia di Sir Roderick permette a Washburn Stoker di conservare il patrimonio e acquistare quindi Chuffnell Hall da Chuffy affinché Sir Roderick la adibisca a clinica psichiatrica; Chuffy ha ora un patrimonio personale tale da poter sposare Pauline; il matrimonio di Chuffy e Pauline permette a Jeeves, il quale non vuol essere al servizio di un gentiluomo sposato, di chiedere a Bertie, ormai senza banjolele, di essere riassunto. Grato e sorpreso, Bertie ha difficoltà a trovare le parole adatte e risponde semplicemente: "Grazie, Jeeves".

## Critica
Roderick Easdale osserva come, a differenza delle più brevi short story — nei quali Jeeves è costantemente vicino al suo "padrone" Bertie Wooster — di norma nei romanzi Bertie Wooster e Jeeves sono lontani e il valletto riappare a fianco del padrone solo nelle ultime pagine, per lo più come deus ex machina. Secondo lo scrittore Robert McCrum, la trama di Grazie, Jeeves, nella quale si narra della separazione e della riconciliazione finale di Bertie Wooster e Jeeves, "è costruita come una classica storia d'amore in cui una coppia litiga, si separa e alla fine si riunisce". La stessa considerazione è fatta anche da Kristin Thompson la quale inoltre osserva come, nonostante il diverbio iniziale, i rapporti fra Bertie e Jeeves siano rimasti sempre buoni, il che ha permesso loro di cooperare per favorire il matrimonio di Chuffy e Pauline. A partire da questo romanzo, gli sforzi di Bertie per evitare il matrimonio diventano la molla principale della trama dei successivi romanzi della "serie Jeeves". Il linguista Robert A. Hall ritiene che, a partire da questo romanzo, il linguaggio di Bertie diventi più formale; ciò è ammesso anche dallo stesso Bertie il quale nel capitolo 4 dice a Pauline che il suo vocabolario è migliorato grazie all'influenza di Jeeves. 
Nelle narrazioni precedenti esisteva una feroce avversione fra Bertie Wooster e sir Roderick Glossop, caratterizzata dal terrore di Bertie per lo psichiatra e dal disprezzo di sir Roderick per il giovane fannullone; in questo romanzo, l'astio si converte in amicizia dopo che Bertie scopre che sir Roderick ha preso a scapaccioni il molesto dodicenne Seabury. Nota Guido Almansi che, a differenza di Rousseau (per il quale l'infante nasce in uno stato d'innocenza e viene lentamente guastato dall'influenza della civiltà fino a diventare corrotto dal mondo adulto), per Wodehouse «il bambino, specie se di sesso maschile, nasce malvagio; continua nella sua carriera criminale durante tutta la fanciullezza e l'inizio dell'adolescenza; e arriva alla grazia dell'innocenza con la fine dell'età acerba»

## Adattamenti
- Thank You, Jeeves!, film del 1936 diretto da Arthur Greville Collins, con Arthur Treacher nel ruolo di Jeeves, David Niven nel ruolo di Bertie Wooster, e Virginia Field[16]. Tuttavia, a parte il titolo e la presenza dei due protagonisti, il film di Collins non somiglia molto all'omonimo romanzo di Wodehouse[17]
- "Chuffy" and "Kidnapped!", episodi della serie televisiva britannica "Jeeves and Wooster", trasmessi rispettivamente il 5 maggio 1991 e il 12 maggio 1991[18][19].

### Edizioni
- (EN) Thank You, Jeeves, 1ª ed., New York, Little, Brown and Company, 1934.
- (EN) Thank You, Jeeves, 1ª ed., London, Jenkins, 1934.
- Grazie, Jeeves! : romanzo umoristico inglese, traduzione di Giulia Brugiotti, 1ª ed., Milano, Bietti, 1933.
- Grazie, Jeeves, traduzione di Pia Janin, Introduzione di Guido Almansi, Milano, Rizzoli, 1984, ISBN 88-17-12488-5.
- Grazie, Jeeves, traduzione di Pia Janin, Milano, Mursia, 1993, ISBN 88-425-2681-9.
- Grazie, Jeeves, collana I Jeeves, traduzione di Tracy Lord, Milano, Polillo, 2005, ISBN 88-8154-228-5.
- Grazie, Jeeves!, collana La memoria; 1331, traduzione di Beatrice Masini, Nota di Marco Malvaldi, Palermo, Sellerio, 2025, ISBN 978-88-389-4770-4.

### Fonti critiche
- Guido Almansi, La ragion comica, Milano, Feltrinelli, 1986, ISBN 88-07-08043-5.
- (EN) Roderick Easdale, The novel life of P.G. Wodehouse, Newtown, Superscript, 2004, ISBN 09-54-29136-0.
- (EN) Nigel Cawthorne, A Brief Guide to Jeeves and Wooster, London, Constable & Robinson, 2013, ISBN 978-1-78033-824-8.
- Barry Day e Tony Ring, P.G. Wodehouse: in his own words, New York, The Overlook Press, Peter Mayer Publishers, Inc., 2001, ISBN 978-1-46830-575-3.
- (EN) Robert A., Jr. Hall, The Comic Style of P. G. Wodehouse, Hamden, Archon Books, 1974, ISBN 0-208-01409-8.
- (EN) Robert McCrum, Wodehouse: A Life, New York, W. W. Norton & Company Ltd., 2004, ISBN 0-393-05159-5.
- (EN) Eileen McIlvaine, Louise S. Sherby e James H. Heineman, P. G. Wodehouse: A Comprehensive Bibliography and Checklist, New York, James H. Heineman Inc., 1990, ISBN 978-0-87008-125-5.
- (EN) Brian Taves, P.G. Wodehouse and Hollywood: Screenwriting, Satires and Adaptations, Jefferson, North Carolina, McFarland & Company, 2006, ISBN 0-7864-2288-2.
- (EN) Kristin Thompson, Wooster Proposes, Jeeves Disposes or Le Mot Juste, New York, James H. Heineman, Inc., 1992, ISBN 0-87008-139-X.